# Délka života ve zdraví

Podle dat WHO z roku 2019 je HLY v ČR přibližně o 10 let nižší než vlastní dožití.

Délka života ve zdraví (zkratka HLY z anglického Healthy Life Years) je ukazatel, který vyjadřuje průměrný počet zbývajících let života, které osoba v určitém věku prožije v dobrém zdraví. Tento indikátor se určuje na základě subjektivních průzkumů, takže v jistých zemích jsou déle zdraví muži, v jiných pak ženy. Podle evropského projektu v roce 2005 pro muže je v Česku tato hodnota při narození zhruba o 15 let nižší než naděje dožití a pro ženy o 20 let (tedy pro obě pohlaví je HLY přibližně rovno 62 letům). Podle WHO je globálně v roce 2019 rozdíl průměrně necelých 10 let. Ovšem s postupným stárnutím se (již od dětství) hodnota zbývající zdravé délky života postupně přibližuje k hodnotě zbývající naděje dožití; ve středním věku je rozdíl přibližně poloviční. Pak HLY při dožitých 65 let (přibližně starobní důchod) již posouvá hranici života prožitého ve zdraví téměř na 74 let.
Ovšem k prudšímu zhoršení zdraví (odpovídající několikanásobnému nárůstu zdravotních výdajů, které pak tvoří až třetinu všech výdajů zdravotnictví) většinou pouze dochází až během posledních 4 měsíců před smrtí.